# Người kiến (Scott Lang)
Người Kiến (Scott Lang) là một siêu anh hùng hư cấu xuất hiện trong truyện tranh Mỹ do Marvel Comics xuất bản. Được sáng tạo bởi David Michelinie và John Byrne, Scott Lang xuất hiện lần đầu tiên trong The Avengers #181(tháng ba năm 1979) và xuất hiện với vai trò là Người Kiến thứ hai trong Marvel Premiere #47(tháng tư năm 1979). Anh được miêu tả là một tên trộm đồng thời là một chuyên gia về điện tử. Scott lúc đầu là một thành viên của Biệt đội siêu anh hùng, đến năm 2015 thì trở thành nhân vật chính trong bộ truyện tranh Người Kiến.
Scott Lang là một cựu tù nhân đồng thời là một chuyên gia về điện tử được Tập đoàn Stark thuê để ăn trộm bộ đồ Người Kiến của Hank Pym. Scott ăn trộm bộ đồ để giúp đứa con bị ốm của anh. Hank biết được nên cho Scott bộ đồ đó, đưa anh ta trở thành Người Kiến thứ hai. Scott hoạt động trong Biệt đội siêu anh hùng trong nhiều năm, đến khi bị giết trong sự kiện Avengers Disassembled. Nhiều năm sau, anh được tái sinh trong series Avengers: The children's crusade. Sau khi hồi sinh, Scott trở thành nhân vật quan trọng của tổ chức Future Foundation. Paul Rudd đóng vai Scott Lang trong 2 phim của Marvel Studios là Người Kiến và Captain America: Nội chiến siêu anh hùng và sắp tới là Người Kiến và Wasp.

## Tiểu sử

### Đầu đời
Scott Edward Harris Lang sinh ra tại Coral Gables, Florida. Từ một anh chàng nghiện xem phim, Scott trở thành một tên trộm khi nghề nghiệp là một chuyên gia điện tử không giúp anh thấy hứng thú (Scott sau này thú nhận anh làm việc đó vì không đủ trang trải cho gia đình). Sau khi bị tù 4 năm, anh được tha vì cải tạo tốt. Khi còn trong tù, Scott vẫn tiếp tục nghiên cứu về điện tử. Không lâu sau, anh được Tập đoàn Stark thuê về làm việc trong bộ phận thiết kế. Dưới sự chỉ đạo của Tony Stark, anh giúp lắp đặt hệ thống an ninh mới cho Biệt thự của các siêu anh hùng.

### Trở thành Người Kiến thứ hai
Khi đứa con gái của Scott là Cassie bị ốm nghiêm trọng, Scott tìm đến bác sĩ Erica Sondheim, người duy nhất có khả năng giúp cô bé. Tuy nhiên, lúc đó Erica đã bị bắt đưa đến Tập đoàn công nghệ Cross, và để cứu Erica, Scott không còn cách nào khác phải quay lại con đường tội phạm. Anh đột nhập vào nhà Tiến sĩ Hank Pym để ăn trộm bộ đồ Người Kiến, sau đó đột nhập vào Tập đoàn Cross để giải cứu bác sĩ, người đang bị Darren Cross bắt giam. Sondheim sau khi được giải cứu đã đồng ý cứu chữa cho đứa con gái yêu quý của anh. Scott có ý định trả lại bộ đồ cho Hank, nhưng sau khi nhận thấy việc làm của anh, Hank muốn anh giữ nó với mục đích để thực thi pháp luật.

### Trở thành siêu anh hùng

Scott Lang xuất hiện lần đầu trong Marvel Premiere 47#

Không lâu sau, Scott Lang tham gia nhiều phi vụ, chủ yếu trong vai trò hỗ trợ Người Sắt và Biệt đội siêu anh hùng. Người Sắt từng được Scott giải cứu sau khi bị kẹt trong bộ giáp của chính mình. Scott cũng giúp Yellowjacket (mật danh của Hank Pym lúc đó) trong việc cố gắng giải cứu Wasp, người bị bắt giữ bởi tiến sĩ Parnell Solomon. Cùng với biệt đội siêu anh hùng, lần đầu tiên anh chiến đấu chống lại Taskmaster. Sau đó anh chiến đấu với lũ côn trùng đột biến của Odd John và chạm trán với Biotron của Micronauts. Cùng với Người nhện, Scott lại chiến đấu với Taskmaster, làm hắn tưởng nhầm anh ta là Hank Pym bằng cách sử dụng viên thuốc phóng to cho một trong những con kiến của mình. Scott sau đó chiến đấu với hệ thống máy tính GARD gặp sự cố của Tập đoàn Stark. Với tư cách là Scott Lang, anh giúp Người Sắt và Jim Rhodes chống lại Mauler. Anh gặp Bộ tứ siêu đẳng và cùng với The Thing chống lại bọn vi sinh vật trong cuộc phiêu lưu vào thế giới siêu vi.
Scott góp phần giúp Tony Stark phát hiện ra kẻ đã lấy bản copy về công nghệ của anh ta trong cốt truyện Armor Wars. Anh cũng giúp Biệt đội siêu anh hùng thâm nhập vào trại huấn luyện tay sai của Taskmaster, cùng với Hawkeye chống lại Taskmaster và sau đó đến thăm Hank Pym trong lúc ông ta đang bị giam giữ. Scott gặp gỡ Rick Jones và Phi đội Alpha, sau đó cùng với Rom và Starshine chiến đấu chống lại Dire Wraiths. Scott phục vụ trong đội phụ tá của Biệt đội siêu anh hùng sau khi Heinrich Zemo chiếm khu biệt thự và bắt giữ một số thành viên trong đội; thậm chí anh còn hỗ trợ Wasp đánh bại Absorbing Man và Titania trong khi chúng đang cố gắng giết Hercules lúc này đang hôn mê trong bênh viện. Anh vô tình thu nhỏ Người nhện và phải chiến đấu chống lại Scarlet Beetle. Anh cũng từng đánh nhau với Dragonfly.
Scott nhanh chóng được Bộ tứ siêu đẳng thuê với tư cách là ngưới tư vấn công nghệ cho họ sau khi Reed Richards mất tích và được cho là đã chết. Scott sau đó trở lại thành lập một Bộ tứ siêu đẳng tạm thời bao gồm Human Torch, She-Hulk và Namorita sau khi ba người còn lại bị kẹt trong Negative Zone.
Scott đóng vai trò quan trọng trong việc giúp Mister Fantastic chữa trị cho Hulk (truyện tranh), người đang bị mắc phải hội chứng xơ cứng teo cơ một bên bằng cách sử dụng một phương pháp sáng tạo bởi Leader; theo đó Scott phải thu nhỏ và xâm nhập vào bộ gen của Hulk, thay thế những đoạn gen bị hủy hoại bằng đoạn gen khỏe mạnh lấy từ xác của Brian Banner-bố của Hulk.
Sau khi người vợ cũ của anh là Peggy Rae nhận quyền nuôi con gái của họ, Scott chính thức nhận lời mời vào làm việc tại Biệt đội siêu anh hùng. Tính cách của anh ngay lập tức gây mâu thuẫn với Jack of Hearts, một đồng minh của Biệt đội. Tuy nhiên, trong Avengers 3#76, Jack đã cứu Cassie khỏi một vụ sát hại trẻ em, ngay trước khi cam kết tự tử bằng cách bay vào vũ trụ cùng tên sát nhân và nổ tung hơn là kiểm soát sức mạnh của anh ta.
Scott cũng xuất hiện trong series Alias viết bởi Brian Michael Bendis, khi anh được kể rằng đã  hẹn hò với nhân vật chính là Jessica Jones, người đã từ bỏ làm một siêu anh hùng để trở thành một nhà điều tra.
Anh hỗ trợ cô ấy cùng với Mattie Franklin, một trong những nữ siêu anh hùng lấy tên là Spider Woman.Hỗ trợ cho bộ đôi là đặc vụ S.H.I.E.L.D. Clay Quartermain.
Purple Man dùng sức mạnh của hắn để nhận diện Scott nếu anh mặc trang phục giống kiến.

### "Cái chết"
Khi xác sống của Jack of Hearts trở về Biệt thự siêu anh hùng, Scott chạy ngay đến anh ta chỉ để Jack tự làm mình nổ tung, phá hủy phần lớn khu biệt thự và dường như giết chết cả Scott. Có vẻ như Jack là một loại "ma quỷ hiện hình" do Scarlet Witch trong lúc mất trí tạo ra chứ không phải Jack nguyên bản. Sự kiện này mở đầu cho cuộc khủng hoảng gọi là Avengers Disassembled.
Cassie Lang, con gái của anh sau đó lấy tên là Stature với vai trò là thành viên của Young Avengers. Cô đã thu thập đủ hạt Pym trong nhiều năm liền để có thể tự phóng to hay thu nhỏ bất cứ khi nào mình muốn.
Chiếc mũ Người Kiến của Scott sau đó thuộc quyền sở hữu của Amadeus Cho một thời gian, trong đó nó thường được chú ý đến khả năng điều khiển côn trùng.

### Sự trở lại
Trong thời gian diễn ra sự kiện Avengers: The Children's Crusade, Iron Lad đưa nhóm Young Avengers cùng Wanda Maximoff mất trí trở về quá khứ, vào cái ngày mà sự kiện  Avengers Disassembled  diễn ra. Ở đây, mặc dù Iron Lad đã khẳng định họ không thể can thiệp vào sự kiện, Cassie vẫn chạy đến ôm lấy cha và để cứu anh khỏi thây ma Jack of Hearts lúc này lộ rõ là Jack nguyên bản nhưng bị điều khiển bới Scarlet Witch. Khi Jack nổ tung, Wanda đã tìm lại trí nhớ và đưa họ trở lại hiện tại, kể cả Scott (điều này đẫn đến sự kiện cái chết của Scott chưa từng tồn tại, và anh ta đơn thuần chỉ là được đưa từ quá khứ đến thực tại). Scott tự hào vì con gái đã đi theo con đường của anh. Tuy nhiên, sau đó xảy ra một cuộc chiến liên quan đến Biệt đội siêu anh hùng, Young Avengers, X-Men, Magneto, X-Factor và tiến sĩ Doom. Trong cuộc chiến, Scott dường như đã bị Doom giết chết nhưng thực ra anh đã sống sót. Giận dữ, Cassie đã tấn công Doom nhưng lại bị hắn giết, khiến cho Scott không khỏi đau buồn.
Sau đó, Scott gia nhập đội Vệ thần mới bao gồm Doctor Strange, Silver Surfer, Namor, Red She-Hulk, Iron Fist và Black Cat.
Cuối cùng, anh trở thành thủ lĩnh thứ hai của tổ chức Future Foundation, thay thế Reed Richards trong khi Bộ tứ siêu đẳng đang có chuyến du hành thời gian. Cố gắng vượt qua cái chết của con gái, Scott quyết định sử dụng hết nguồn lực của tổ chức để bắt tiến sĩ Doom phải trả giá cho tội ác của hắn. Trong thời gian này, anh đính hôn với Darla Deering, tức Ms Thing.
Trong một cuộc chiến, Scott đánh bại tiến sĩ Doom sau khi áp đảo và làm cho hắn tin rằng Valeria Richards đã chết. Anh cũng xác định được ý nghĩa thật sự của hạt Pym và cách chúng hoạt động để điều chỉnh kích cỡ, sức mạnh và độ bền.
Trong cốt truyện AXIS, một tiến sĩ Doom phiên bản siêu anh hùng đã sử dụng sức mạnh của Scarlet Witch để hồi sinh Cassandra Lang như là hành động chuộc tội cho một trong những tội ác của hắn. Cô bé sống sót trở về và xuất hiện ngay trước cửa nhà của Scott.
Tiếp theo đó, Scott chuyển về Miami để bắt đầu một cuộc sống mới cùng con gái. Scott sau đó thành lập công ty Ant-Man Security Solutions. Khi anh bị tấn công bởi Grizzly vì bị nhầm với Eric O'Grady, Scott phải giải thích về sự nhầm lẫn này. Cuối cùng anh mời Grizzly về làm cho công ty của mình. Khi Cassie bị Crossfire bắt cóc để sử dụng phóng xạ của hạt Pym để làm sống lại kẻ thù đầu tiên của Scott, anh phải nhờ đến Grizzly cùng Machinesmith xâm nhập vào chi nhánh của Tập đoàn Cross để cứu con gái. Machinesmith vô hiệu hóa hệ thống bảo vệ để Scott xâm nhập vào Tập đoàn và chiến đấu với Darren Cross, người mà bác sĩ Sondheim đã bị tống tiền để chữa trị cho mình bằng cách sử dụng trái tim của Cassie. Darren tham gia vào cuộc chiến trong khi Scott cố gắng trì hoãn thời gian cho Sondheim để cô cấy một trái tim khác vào cơ thể Cassie. Sau khi Cross buộc phải bỏ chạy trong khi hạt Pym trên người hắn thu nhỏ hắn lại; Scott tự thu nhỏ tới kích thước siêu vi, theo sự hướng dẫn của bác sĩ Sondheim tấn công các tế bào trắng của Cassie, cho phép cơ thể cô bé thích nghi với các mô trên trái tim mới. Mặc dù đó là một phương pháp khó khăn nhưng cuối cùng Cassie sống sót qua thí nghiệm. Khi Peggy và Blake đến nơi, Scott đưa họ đến chỗ cô bé. Mặc dù cứu sống con gái mình nhưng Scott quyết định tách xa khỏi Cassie để cô bé có một cuộc sống bình thường.
Mấy tháng trước, Scott đã giúp Giant-Man giải cứu một kỹ thuật viên máy tính tên là Raz Malhotra khỏi Egghead. Vài tháng sau sự cố Hank Pym và Ultron hợp nhất với nhau, Scott nhận được một trong những phòng thí nghiệm của Hank. Nhớ lại cuộc gặp với Raz, Scott đã tặng cho anh ta một món quà là bộ đồ Giant-Man.
Trong phần "Những ngày cuói cùng" của cốt truyện Secret Wars, Người Kiến phục hồi lại một đồ tạo tác của Asgard từ tay Slug mà anh giành được từ Mary Morgan trong một trò chơi. Anh chuyển món hàng tới cho Mary sau khi biết cô là Miss Patriot. Mary tiết lộ rằng lâu đài Valhalla là nơi yên nghỉ của những anh hùng và kẻ ác trong thời hoàng kim, nơi họ sống cuộc sống hạnh phúc. Mary Morgan sau đó tập hợp lại những người sống ở Valhalla như Golden Girl, Doctor Fear, Thunderer, Leopard Girl,  Human Top, Sun Girl, American Ace, Flash Foster và Wax Master. Sử dụng đồ tạo tác của Asgard, Mary hồi sinh những người sống ở Valhalla. Cô quyết định sẽ bỏ lại những người lớn tuổi vì quá khứ đã trải qua rất lâu rồi. Scott sau đó đến thăm vợ cũ Peggy Rae với mục đích là thăm con gái Cassandra. Peggy phàn nàn rằng anh đã không đến thăm cô trong lúc cô đang ở bệnh viện. Peggy cũng nói rằng Cassandra đang đi tham quan một trường học ở Atlanta. Trong lúc đi uống bia ở một câu lạc bộ đêm, Người Kiến chạm trán Janice Lincoln. Cô tuyên bố rằng anh phải tiệc tùng như đây là đêm cuối cùng trên Trái Đất. Anh nghe theo Janice và họ tiệc tùng đến khi ngã xuống sàn nhảy. Scott tỉnh dậy vào sáng hôm sau với Janice nằm ngay bên cạnh.
Trong khi diễn ra sự kiện All-New, All-Different Marvel, Người Kiến trở thành mục tiêu của Whirlwind trong khi Power Broker đề nghị một buổi trình diễn của Hench App cho Darren Cross. Khi Cross không trả nổi 12,000,000$ cho Power Broker, Whirlwind nhận lệnh không được tấn công Người Kiến. Người Kiến sau đó giúp Darla Deering khi cô bị tấn công bởi Ảo thuật gia thứ hai (con trai của Ảo thuật gia thứ nhất Lee Guardineer), người được thuê bởi Marlena Howard thông qua Hench App nhằm hướng đến một mối hận thù chống lại cô.
Scott Lang tài hợp cùng với Raz Malhotra và đưa anh ta đối mặt với Power Broker trong một quảng cáo công khai về Hench App 2.0. Xung đột xảy ra giữa họ với nữ Blacklash, người được Power Broker thuê để bảo vệ sự kiện. Nhờ sự thiếu kinh nghiệm trong chiến đấu với tội phạm của Raz mà Blacklash trốn thoát. Sau sự cố này, Scott Lang đề nghị Raz đến Florida cùng anh để tập luyện trong khi đến xem xét phòng thí nghiệm của Hank Pym. Raz đồng ý.
Scott sau đó tuyển dụng Whirlwind, Hijacker, Beetle, Voice, Ảo thuật gia cho công ty Ant-Man Security Solutions. Họ lập thành một đội để đánh lại Darren Cross, Crossfire và Augustine Cross để cứu Stinger, tức Cassie Lang. Sau cuộc chiến đó, cơ quan NYPD bắt giữ Scott vì tội lỗi của anh, nhưng sau đó anh được thả.
Trong cốt truyện Secret Empire, Người Kiến tham gia vào tổ chức chống đối HYDRA lúc này đã thôn tính nước Mỹ. Sau khi xem đoạn phim về Rick Jones, giải thích rằng Steve Rogers đã chuyển sang làm thủ lĩnh tối cao của HYDRA, Scott nằm trong số các anh hùng gia nhập với Hawkeye trong nhiệm vụ tìm kiếm các mảnh vỡ của khối Cosmic Cube nằm rải rác khắp thế giới để họ có thể lắp lại khối Cosmic Cube và đưa Steve trở về bình thường. Sau khi bí mật đưa Cassie ra khỏi đất nước, Scott đề nghị Sam Wilson tham gia vào tổ chức chống đối nhưng Sam không chấp nhận. Scott sau đó lại gặp anh ta ở một quán bar, với một nhóm siêu anh hùng dẫn đầu bởi Hawkeye. Hawkeye và Tony Stark thuyết phục Sam để bí mật đưa họ ra khỏi đất nước để đi tìm các mảnh vỡ của khối Cosmic Cube.

## Sức mạnh và khả năng
Hạt Pym tồn tại ở thể khí nằm trong chiếc thắt lưng giúp Người Kiến có thể thu nhỏ mình (cùng với những vật thể khác xung quanh) tới kích cỡ của một chú kiến và có thể trở về kích cỡ ban đầu. Dần dần, anh có thể biến hình theo ý muốn. Chiếc mũ Người Kiến có khả năng giao tiếp bằng thần giao cách cảm với loài kiến và điều khiển chúng. Chiếc mũ còn được kết nối với một hệ thống loa giúp người bình thường có thể nghe thấy tiếng của anh. Chiếc mũ còn có lớp kính bảo hộ có thể lưu trữ một lượng không khí nhất định. Lang vẫn giữ được sức mạnh của con người khi thu nhỏ.
Scott Lang có thể thu nhỏ tới mức "hạ nguyên tử" và bước vào một thế giới siêu vi vô tận nhưng cũng có thể bị kẹt ở đó.
Anh có lợi thế được đào tạo về công nghệ kĩ thuật, đã được bằng chứng nhận về công nghệ kĩ thuật, cộng thêm sự rèn luyện về kĩ thuật khi còn ở trong tù. Nhiều lần anh còn tự chỉnh sửa các thiết bị của bộ đồ Người Kiến như lắp đặt máy thải khí vào mũ thay vì ở thắt lưng,...

## Các phiên bản khác

### MC2
Trong vũ trụ MC2, Vệ Thần Sấm, một nhóm các Nazi Avengers đến từ thế giới song song chiến đấu với A-Next, bao gồm cả một phiên bản thất thường của Scott được gọi là "Pincer", người đã giết Cassie của thế giới song song đó.

### Ultimate Marvel
Phiên bản Ultimate Marvel của Scott Lang là David "Dave" Scotty, một trong những Người Khổng Lồ được sử dụng trong Ultimates' Reserves. Trong một cuộc tấn công của quân đoàn ma cà rồng, anh là một trong số vệ binh bảo vệ Triskelion của S.H.I.E.L.D.. Sau khi bị tấn công và bị cắn nhiều lần, Scotty trở thành một ma cà rồng. Ở trận chiến tiếp theo, Dave bị giết bởi một người bạn cũng là Người Khổng Lồ.
Phiên bản Ultimate thực sự của Scott Lang là Người Khổng Lồ khác. Anh xuất hiện trong vai trò là một thành viên của Biệt đội siêu anh hùng mới trong một cuộc thách thức giữa Ultimates và biệt đội siêu anh hùng. Scott sau đó giúp cả hai đội đánh bại lực lượng của Gregory Stark ở Triều Tiên.

### Nếu như?
Trong tập "Nếu như Người Sắt bị mất bộ giáp chiến đấu", Scott bị bắt trong khi đang theo dõi Justin Hammer, bị đưa vào tù cùng với Cassie. Khi Hammer bị ám sát và những thông tin về bộ giáp của Người Sắt của hắn được A.I.M. tiếp nhận, Scott và Cassie bị bắt làm con tin nhưng cuối cùng được giải phóng bởi Stark khi mặc bộ giáp của Firepower.

## Trên các phương tiện truyền thông khác

### Truyền hình
- Scott Lang đánh dấu sự xuất hiện lần đầu tiên trên truyền hình trong The Avengers: Earth's Mightiest Heroes , lồng tiếng bởi Crispin Freeman. Anh xuất hiện trong tập "To steal an Ant-Man".
- Scott xuất hiện trong Avengers Assemble, lồng tiếng bởi Grant George (trong mùa 1-2 và Avengers: Ultron Revolution) và Josh Keaton (trong Avengers: Secret Wars).
- Người Kiến xuất hiện trong series phim hoạt hình Ultimate Spider-Man, tiếp tục được lồng tiếng bởi Grant George. Anh là một giáo viên khách mời ở học viện S.H.I.E.L.D. của Triskelion.
- Người Kiến xuất hiện trong tập phim truyền hình đặc biệt Lego Marvel Super Heroes: Avengers Reassembled, tiếp tục được lồng tiếng bởi Grant George.
- Người Kiến xuất hiện trong series hoạt hình Guardians of the Galaxy và lại được lồng tiếng bởi Grant George.
- Người Kiến xuất hiện cùng với Hulk trong một đoạn quảng cáo của Coca-Cola, đóng bởi Paul Rudd.
- Người Kiến là nhân vật chính trong series phim hoạt hình ngắn trên kênh Disney XD.

### Phim
Paul Rudd thủ vai Người Kiến trong Vũ trụ Điện ảnh Marvel:
- Paul xuất hiện trong Người kiến, đạo diến bởi Peyton Reed. Trong phim, Scott Lang được mô tả là người kế nhiệm của Hank Pym trong vai trò Người Kiến. Phim mô tả hành trình của Scott từ một tên tội phạm trở thành siêu anh hùng.
- Trong Captain America: Nội chiến siêu anh hùng, Lang được Captain America tuyển dụng để chiến đấu cho đội của anh, đối đầu với phe của Người Sắt và hiệp ước Sokovia. Trong cuộc đối đầu theo sau đó, anh cho thấy rằng anh không chỉ có khả năng thu nhỏ nhờ hạt Pym mà còn có thể phóng to đến mức khổng lồ.
- Rudd sẽ tiếp tục thủ vai Người Kiến trong phim sắp tới là Avengers: Cuộc chiến vô cực và Ant-Man and the Wasp. Tháng 4/2017, đạo diễn Peyton Reed tuyên bố rằng Scott Lang/ Người Kiến sẽ cho biết một biệt danh khác của anh ta là Giant-Man, trước tiên được giới thiệu trong Captain America: Civil War, với một bộ đồ công nghệ mới.